# Rusłan Jermołenko
Rusłan Mykołajowycz Jermołenko, ukr. Руслан Миколайович Єрмоленко (ur. 18 października 1983 w Czernihowie) – ukraiński piłkarz, grający na pozycji napastnika, a wcześniej pomocnika lub obrońcy.

## Kariera piłkarska

### Kariera klubowa
Wychowanek Szkoły Piłkarskiej Dynama Kijów. Karierę piłkarską rozpoczął 18 czerwca 1998 w trzeciej drużynie Dynama. Latem 2002 został wypożyczony do Obołoni Kijów. Potem występował w klubach Nywa Winnica, Metalist Charków, Stal Ałczewsk, Borysfen Boryspol, Desna Czernihów, Dnister Owidiopol i Feniks-Illiczoweć Kalinine. W lipcu 2010 został piłkarzem Krymtepłyci Mołodiżne.

### Kariera reprezentacyjna
W 2001 występował w juniorskiej reprezentacji Ukrainy w turnieju finałowym Mistrzostw Europy U-18 w Finlandii.

## Sukcesy i odznaczenia

### Sukcesy klubowe
- mistrz Ukraińskiej Pierwszej Lihi: 2000, 2001

### Sukcesy reprezentacyjne
- uczestnik turnieju finałowego Mistrzostw Europy U-19: 2001